# Isoglossa ufipensis
Isoglossa ufipensis är en akantusväxtart som beskrevs av R.K. Brummitt. Isoglossa ufipensis ingår i släktet Isoglossa och familjen akantusväxter. Inga underarter finns listade i Catalogue of Life.